# گورام توشیشویلی
گورام توشیشویلی (انگلیسی: Guram Tushishvili؛ زادهٔ ۵ فوریهٔ ۱۹۹۵)  جودوکار اهل گرجستان است.